# 凯利蓝㹴
凯利蓝㹴，又称爱尔兰蓝㹴，是㹴犬的一种，蓝色皮毛是它的典型特征。凯利蓝㹴是爱尔兰的国犬。幼犬的外貌与成犬有很大的不同，因为生下来是黑色毛，要等18个月后才能变为成年犬所特有的蓝色毛，成犬身上有时还可看见深色的圆点。身高大约46-48厘米，体重大约15-17公斤。。

## 历史
发源于爱尔兰西南的凯里郡。一般认为是威尔士㹴、贝德灵顿㹴和软毛麦色㹴交配的后代。